# Kuckssee (See)
Der Kuckssee ist ein See in der gleichnamigen Gemeinde Kuckssee im Landkreis Mecklenburgische Seenplatte in Mecklenburg-Vorpommern.

## Geografie
Das sieben Hektar große Gewässer liegt drei Kilometer nördlich der Stadt Penzlin im Naturschutzgebiet Kuckssee und Lapitzer See. Die Seenfläche besitzt in etwa die Form eines Dreiecks mit abgerundeten Ecken. Es besteht eine Grabenverbindung zum südöstlich liegenden Lapitzer See. Der Kuckssee ist von Erlenbruchwäldern und Moorflächen umgeben und dadurch nur schwer zugänglich. Nach Westen steigt das Gelände relativ steil an. Der etwa 250 Meter westlich der Uferlinie befindliche Kukuksberg liegt 73,8 m ü. NHN und damit etwa 34 Meter über dem Wasserspiegel.
Der See und die ihn umgebenden Moorflächen entwässern über Gräben, Wurzbach und Malliner See in Richtung Tollense.

## Geschichte
Kuckssee und Lapitzer See liegen in einer glazialen Rinne, die während des Pommerschen Vorstoßes der Weichseleiszeit entstand und durch Schmelzwässer zusätzlich erweitert wurde.
Auf der Wiebekingschen Karte von 1786 ist in der Rinne nur eine ursprünglich abflusslose Wasserfläche mit dem Namen Labitzer See verzeichnet. Durch die Verbindung mit dem Malliner See wurde im 19. Jahrhundert eine Entwässerung in Richtung Tollense geschaffen. Der Seespiegel sank um 80 cm ab und es entstanden breite Verlandungsgürtel. Verblieben sind heute zwei kleinere offene Wasserflächen. Das Gebiet wurde am 13. Juni 1995 unter Naturschutz gestellt.